# جاناتان چری
جاناتان چری (انگلیسی: Jonathan Cherry؛ زادهٔ ۳ دسامبر ۱۹۷۸) یک هنرپیشه اهل کانادا است.
از فیلم‌ها یا برنامه‌های تلویزیونی که وی در آن نقش داشته است می‌توان به مقصد نهایی ۲، نوچه و نوچه ۲ اشاره کرد.